# Clima Braziliei
Clima Braziliei este determinată de poziția geografică a țării, fiind preponderent tropicală și subtropicală. 